# Cromarcha polybata
Cromarcha polybata är en fjärilsart som beskrevs av Dyar 1914. Cromarcha polybata ingår i släktet Cromarcha och familjen mott. Inga underarter finns listade i Catalogue of Life.